# Siple Ridge
Der Siple Ridge ist ein 5 km langer, 800 m breiter und bis zu 2570 m hoher Gebirgskamm im ostantarktischen Viktorialand. In den Quartermain Mountains ist er der nördlichere zweiter Gebirgskämme, die sich vom Mount Feather in westlicher Richtung erstrecken. Sein schmaler Grat ist von Eis bedeckt, während seine steil abfallenden Flanken an vielen Stellen unvereist sind.
Das Advisory Committee on Antarctic Names benannte ihn 1992 nach Ruth J. Siple (1912–2004), Ehefrau des US-amerikanischen Polarforschers Paul Siple und von 1988 bis zu ihrem Tod Ehrenpräsidentin der Antarctican Society, die am 9. Januar 1975 bei der Eröffnung der neuen Amundsen-Scott-Südpolstation zugegen war.